# 光辉的祖国
光辉的祖国（朝鲜语：／ Pinnanŭn Joguk）是一首朝鲜歌曲，被称为朝鲜的“第二国歌”，朴世永作词，李冕相作曲。

## 简介
日本殖民统治结束后，朝鲜半岛即陷入分裂状态。1946年，北朝鲜人民委员会委员长金日成提出“尽快创作新的爱国歌”；第二年，北朝鲜人民委员会发出公报，征募“新爱国歌”。最终有两首歌曲入选：一首由朴世永作词，金元均作曲；另一首同样由朴世永作词，作曲为李冕相。最终金元均作曲的歌曲成为朝鲜民主主义人民共和国的国歌，但直到朝鲜建国才发表；另一首歌曲改名为光辉的祖国，立即发表，后成为朝鲜的“第二国歌”。
朝鲜中央电视台每天节目结束时都会播出光辉的祖国管弦樂演奏版本，同时配有朝鲜国旗飘扬的画面。現行版本自2000年代中期使用至今。